# 老闆渡假去
《老闆渡假去》（英語：Weekend at Bernie's）是一部1989年的美國黑色喜劇電影，由泰德·柯契夫執導，勞勃·克林編劇，大致改編自若热·亚马多1959年的中篇小說《金卡斯的兩次死亡》。安德魯·麥卡錫和喬納森·斯沃曼主演年輕的保險公司員工，他們到老闆伯尼家後發現伯尼死了。他們起初想尽办法让人們相信伯尼還活著，以防被懷疑是導致他死亡的罪魁禍首，但后来發現伯尼曾下令暗殺他們，以掩蓋他挪用公款的事实。《老闆渡假去》的票房收入為3000萬美元，預算為1500萬美元。這部電影的成功催生了1993年續集《老闆渡假去2》。

## 剧情
拉里·威爾遜和理查德·帕克是紐約市一家保險公司的兩名低級財務員工。在翻阅精算报告时，理查德发现公司先后为同一个人的死亡支付了四笔款项。他和拉里把他们的发现告诉了首席执行官，富有而淫乱的伯尼·洛马克斯。伯尼赞扬他们发现了保险欺诈，并邀请他们在劳动节周末去他位于汉普顿的海滨别墅。两人不知道的是，伯尼正是欺诈案的幕后黑手。伯尼紧张地与他的黑帮伙伴维托会面，要求杀死这两人。然而，在伯尼离开后，维托却下令将伯尼本人杀死，因为他与维托的女友蒂娜发生了关系。
伯尼在两人之前到达岛上，与杀手保利在电话中讨论谋杀计划，殊不知这通电话被他的答录机录了下来。随后保利来到别墅，给伯尼注射过量海洛因杀死了他。当拉里和理查德到达伯尼的家时，他们认为他是自杀。正当他们准备给警察打电话之时，众多的客人们来到伯尼家，参加每周末都会在这里举办的聚会。令两人惊讶的是，客人们都忙于聚会，没有注意到他已经死了，注射后的呆滞笑容和他的太阳镜掩盖了他的死亡状态。拉里担心因为伯尼的死亡受到牵连，想利用这个周末享受豪华的别墅生活，他提议和理查德一起维持伯尼仍然活着的假象，理查德认为这很荒谬。这时，理查德在公司暗恋的暑期实习生格温·桑德斯也来参加聚会，他便同意了拉里的计划。当天晚上，醉醺醺的蒂娜来到房子里，要求两人带她去找伯尼。然而，她也没有意识到伯尼已死，与他的尸体发生了性关系。维托的一个黑帮成员目睹了这一切，并误以为伯尼的暗杀行动失败了，通知了维托。
第二天早上，理查德震惊地发现拉里正在用绳子操纵伯尼的四肢来进一步制造伯尼活着的假象。理查德打电话给警察，但却意外地播放了答录机录下的通话内容，这才得知伯尼对他们的阴谋。由于不知道伯尼是怎么死的，他们误以为自己仍然是黑帮的打击目标，而且由于伯尼曾说过不要在他在场的时候杀他们，所以决定用伯尼的尸体作为掩护。两人多次尝试离开小岛未果，最后不得不再次回到伯尼的家。与此同时，保利因未能杀死伯尼而精神失常，回到了岛上。
一直想与伯尼交谈的格温看到拉里和理查德与尸体在一起，追问之下他们向她透露了伯尼的死亡。保利随后出现，向伯尼开火，然后追杀拉里、理查德和格温。在追赶三人的过程中，保利將拉里逼到牆角，但拉里用电话线制服了他。
警察最終趕到並逮捕了保利，并给他穿上拘束衣帶走，因為他仍在堅稱伯尼還活著。格温邀請理查德和她的家人一起住一週，而拉里決定回家給他們俩私人空間。伯尼被抬上救護車，然而，他的轮床滚开了，从木板路上翻了下来，把他扔到了三人身后的海灘上，三人厭惡地跑開了。

## 演员
- 安德魯·麥卡錫 饰 拉里·威尔逊
- 喬納森·斯沃曼 饰 理查德·帕克
- 特瑞·基瑟（英语：Terry Kiser） 饰 伯尼·洛马克斯
- 凱薩琳·瑪莉·史都華（英语：Catherine Mary Stewart） 饰 格温·桑德斯
- 唐·卡爾法（英语：Don Calfa） 饰 保利
- 凱瑟琳·帕克斯（英语：Catherine Parks） 饰 蒂娜
- 艾洛絲·布魯迪（英语：Eloise Broady DeJoria） 饰 托妮
- 格雷格·沙拉塔（英语：Greg Salata） 饰 马蒂
- 路易斯·基亞姆布拉沃（英语：Louis Giambalvo） 饰 维托
- 泰德·柯契夫（英语：Ted Kotcheff） 饰 帕克先生
- 傑森·威奈勒（英语：Jason Woliner） 饰 讨厌的小孩

## 制作
本片原本打算由乔恩·克莱尔主演，但后来换成了麥卡錫。本片于1988年8月在紐約市摄制而成。漢普頓的場景是在北卡羅來納州禿頭島拍攝的，伯尼的房子是在北卡羅來納州費希爾堡拍攝的，渡輪的場景是在北卡羅來納州賴茨維爾海灘拍攝的。

## 诉讼
2014年1月24日，導演泰德·柯契夫和編劇勞勃·克林對米高梅和二十世纪福克斯提起訴訟，指控他們違反了電影應得利潤的合同。